# 수학사 연표
이 문서는 수학사의 사건을 연대 순서로 기술한다.

## 연표
| 기원전 3000년 경 | 이집트, 십진법 사용. 기초적인 기하학과 측량 기술 발달.                           |
| 기원전 2000년 경 | 이집트, 토지 측량 시작.                                                          |
| 기원전 1700년 경 | 아메스의 파피루스 간행.                                                          |
| 기원전 540년 경  | 피타고라스 활동.                                                                 |
| 기원전 430년 경  | 소피스트 3대 문제 연구.                                                          |
| 기원전 370년 경  | 에우독소스, 구분구적법 개발                                                      |
| 기원전 300년 경  | 유클리드, 연역법을 써서 기하학 체계 마련. ⟪원론⟫ 발표.                           |
| 기원전 250년 경  | 아르키메데스, 원주율 계산, 적분의 선구적 연구                                    |
| 기원전 230년 경  | 아폴로니오스, 《원추곡선론》 발표.                                               |
| 100년 경         | 중국, 《구장산술(九章算術)》 집성.                                               |
| 300년 경         | 디오판토스, 대수학 창시.                                                         |
| 628년 경         | 브라마굽타, 대수에 관한 책을 씀                                                  |
| 680년 경         | 숫자 영(0)을 처음으로 사용                                                       |
| 820년 경         | 알콰리즈미, 《복원과 대비》를 씀                                                 |
| 876년 경         | 기호 0, 인도에서 등장                                                            |
| 1142년           | 바스의 아델라드, 유클리드의 《원론》 13권을 라틴어로 번역                        |
| 1100년 경        | 알콰리즈미의 산술에 관한 책이 번역되어 아라비아 숫자가 유럽에 전파               |
| 1150년           | 바스카라, 양수와 음수를 해설                                                     |
| 1201년           | 피보나치, 《산반의 서》를 씀.                                                    |
| 1494년           | 파치올리, 복식부기를 처음으로 발표                                               |
| 1514년           | 후케, 대수식에 처음으로 '＋'와 '－'기호 사용                                     |
| 1533년           | 레기오몬타누스, 삼각법을 천문학에서 분리                                         |
| 1535년           | 타르탈리아, 3차 방정식의 해법 발견                                               |
| 1540년           | 레코드, 《기술의 기초》 발표                                                     |
| 1542년           | 카르다노, 근대 수학에 관한 최초의 책 《위대한 예술》 발표                        |
| 1545년           | 카르다노, 《대수학에 관한 대기술》 발표                                          |
| 1557년           | 레코드, 수학에 등호(=)를 도입                                                    |
| 1591년           | 비에트, 대수기호적 표지법 발표                                                   |
| 1614년           | 네이피어, 로그 발견                                                              |
| 1635년           | 페르마, 〈정수론〉 발표                                                          |
| 1637년           | 데카르트, 《해석기하학》 발표                                                    |
| 1654년           | 파스칼, 페르마 확률론을 진전시킴                                                 |
| 1669년           | 뉴턴, 미적분학 발견                                                              |
| 1680년대 중반    | 라이프니츠, 미적분학 발견                                                        |
| 1717년           | 샤프, 원주율의 값을 소수점 아래 72자리까지 구함                                  |
| 1742년           | 골드바흐, 모든 짝수는 소수 두 개의 합으로 나타낼 수 있다는 골드바흐의 추측 세움. |
| 1763년           | 몽주, 화법기하학 도입. 1795년에 군사기밀로 보호받음                              |
| 1765년           | 몽주, 〈화법기하학〉 발표                                                        |
| 1799년           | 가우스, 최소자승법 발견                                                          |
| 19세기 초        | 가우스, 비유클리드 기하학 개발                                                   |
| 1811년           | 푸리에, 급수의 연구                                                              |
| 1820년대 초      | 배비지, 기계적인 계산기 만듦                                                     |
| 1821년           | 코시, 《대수해석교정》 발표                                                      |
| 1822년           | 푸리에, 푸리에 해석 도입.                                                        |
| 1830년 경        | 갈루아, 군론 도입                                                                |
| 1899년           | 힐베르트, 《기하학기초론》 발표                                                  |
| 19세기 말        | 칸토어, 집합론과 무한대에 관한 수학 이론을 발전시킴                              |
| 1908년           | 체르멜로, 무정의 용어 2개와 공리 7개를 써서 집합론에 공리적 접근                 |
| 1910년-1913년    | 알프레드 노스 화이트헤드, 러셀, 《수학 원리》 발표                               |
| 1912년           | 브라우어르, 직관주의 주장                                                        |
| 1921년           | E. 피셔, 추계학(推計學) 창시                                                     |
| 1930년           | 괴델, 〈불완전성 정리〉 발표                                                     |
| 1932년           | 노이만, 〈양자역학의 수학적 기초〉 발표                                          |
| 1933년           | 콜모고로프, 측도론적 확률론 창시                                                 |
| 1937년           | 튜링, 계산 가능한 문제를 해결하는 가상 컴퓨터인 튜링 기계를 설명                 |
| 1939년           | 부르바키, 《수학원론》 발표                                                      |
| 1944년           | 노이만, 〈게임의 이론과 경제활동〉 발표                                          |
| 1947년           | 위너, 사이버네틱스 제창                                                          |
| 1964년           | P.J. 코엔, 연속체 가설에 관한 결과 발표                                          |
| 1974년           | 펜로즈, 블랙홀을 둘러싸고 있는 시공간의 영역을 펜로즈 도형으로 표현              |
| 1970년대         | 컴퓨터를 이용한 수학 모형이 산업, 과학에 쓰이기 시작                             |
| 1980년대         | 프랙털 구조로 카오스 현상을 연구하기 시작                                        |
| 1994년           | 와일스, 페르마의 마지막 정리 증명                                                |
| 2002년           | 페렐만, 푸앵카레 추측 증명                                                       |
| 2004년           | 벤 그린과 테렌스 타오에 의해 그린-타오 정리 증명                                 |

## 참고 문헌
- 이 문서에는 다음커뮤니케이션(현 카카오)에서 GFDL 또는 CC-SA 라이선스로 배포한 글로벌 세계대백과사전의 내용을 기초로 작성된 글이 포함되어 있습니다.